# Целофизины
Целофизины (лат. Coelophysinae) — подсемейство примитивных тероподных динозавров. Процветали в позднем триасе и раннем юрском периоде. Включает два рода.
В кладистике целофизины были впервые определены Полом Серено в 2005 году.

## Классификация
- Семейство: Целофизиды (Coelophysidae)
  - Подсемейство: Целофизины (Coelophysinae)
    - Род: Целофиз (Coelophysis)
    - Род: Мегапнозавр (Megapnosaurus)